# Griffin Dunne
Thomas Griffin Dunne (New York, 1955. június 8. –) Golden Globe- és Primetime Emmy-díjra jelölt amerikai színész, valamint Oscar-díjra jelölt filmrendező és producer.

## Élete és pályafutása
Szerepelt az Egy amerikai farkasember Londonban (1981), a Johnny DeVeszélyes (1984), a számára Golden Globe-jelölést hozó Lidérces órák (1985), a Ki ez a lány? (1987) és a Mielőtt meghaltam (2013) című filmekben. A Frasier – A dumagép vendégszereplőjeként 1996-ban Primetime Emmy-díjra jelölték. 2018 és 2022 között fontosabb televíziós szerepe volt a Rólunk szól című vígjáték-drámasorozatban is.
A Duke of Groove című 1995-ös rövidfilm rendezőjeként Oscar-jelölést kapott. Nagyjátékfilmes rendezései közt található a Meglesni és megszeretni (1997), az Átkozott boszorkák (1998), a Kegyetlen faj (2005), a Férj és féleség (2009) és a 2013-as Movie 43: Botrányfilm egyik szegmense.

## Filmográfia

### Film

#### Rendező és producer
| Év   | Magyar cím               | Eredeti cím                           | Feladatkör | Feladatkör | Megjegyzések                                 |
| Év   | Magyar cím               | Eredeti cím                           | Rendező    | Producer   | Megjegyzések                                 |
| ---- | ------------------------ | ------------------------------------- | ---------- | ---------- | -------------------------------------------- |
| 1979 | Fagyos téli napok        | Head Over Heels                       | Nem        | Igen       |                                              |
| 1983 | Szeress belém            | Baby It's You                         | Nem        | Igen       |                                              |
| 1985 | Lidérces órák            | After Hours                           | Nem        | Igen       |                                              |
| 1988 | Üresjárat                | Running on Empty                      | Nem        | Igen       |                                              |
| 1990 | A gyönyör rabjai         | White Palace                          | Nem        | Igen       |                                              |
| 1991 | Egyszer fent…            | Once Around                           | Nem        | Igen       |                                              |
| 1996 |                          | Duke of Groove                        | Igen       | Nem        | - rövidfilm - forgatókönyvíró                |
| 1996 | Bogaras Joe              | Joe's Apartment                       | Nem        | Vezető     |                                              |
| 1997 | Meglesni és megszeretni  | Addicted to Love                      | Igen       | Nem        |                                              |
| 1998 | Átkozott boszorkák       | Practical Magic                       | Igen       | Nem        |                                              |
| 2000 |                          | Lisa Picard Is Famous                 | Igen       | Nem        |                                              |
| 2005 | 6-os játszma             | Game 6                                | Nem        | Igen       |                                              |
| 2005 | Kegyetlen faj            | Fierce People                         | Igen       | Igen       |                                              |
| 2006 |                          | Your Product Here                     | Igen       | Nem        | rövidfilm                                    |
| 2008 | Férj és féleség          | The Accidental Husband                | Igen       | Nem        |                                              |
| 2013 | Movie 43: Botrányfilm    | Movie 43                              | Igen       | Nem        | Veronica szegmens                            |
| 2017 |                          | Joan Didion: The Center Will Not Hold | Igen       | Igen       | dokumentumfilm                               |
| 2017 |                          | Chateau                               | Nem        | Vezető     | dokumentumfilm                               |
| 2021 | Együtt bezárva (2. rész) | With/In                               | Igen       | Nem        | - One Night Stand szegmens - forgatókönyvíró |
| 2023 | Exférjek                 | Ex-Husbands                           | Nem        | Vezető     |                                              |

#### Színész
| Év   | Magyar cím                         | Eredeti cím                          | Szerep                      | Magyar hang            |
| ---- | ---------------------------------- | ------------------------------------ | --------------------------- | ---------------------- |
| 1975 |                                    | The Other Side of the Mountain       | Herbie Johnson              |                        |
| 1979 | Fagyos téli napok                  | Chilly Scenes of Winter              | Dr. Mark                    |                        |
| 1981 | Egy amerikai farkasember Londonban | An American Werewolf in London       | Jack Goodman                | Pálmai Szabolcs        |
| 1981 |                                    | The Fan                              | produkciós asszisztens      |                        |
| 1983 |                                    | Cold Feet                            | Tom Christo                 |                        |
| 1984 | Johnny DeVeszélyes                 | Johnny Dangerously                   | Tommy Kelly                 |                        |
| 1985 | Lidérces órák                      | After Hours                          | Paul Hackett                | Epres Attila           |
| 1985 |                                    | Almost You                           | Alex Boyer                  |                        |
| 1987 | Amazonok a Holdon                  | Amazon Women on the Moon             | doktor                      |                        |
| 1987 | Ki ez a lány?                      | Who's That Girl                      | Loudon Trott                | Selmeczi Roland        |
| 1988 | A nagy kékség                      | The Big Blue                         | Duffy                       | Józsa Imre             |
| 1988 |                                    | Ich und er                           | Bert                        |                        |
| 1991 | My Girl – Az első szerelem         | My Girl                              | Mr. Jake Bixler             | Mihályi Győző          |
| 1991 | Egyszer fent…                      | Once Around                          | Rob                         | Sztarenki Pál          |
| 1991 |                                    | Big Girls Don't Cry... They Get Even | David                       |                        |
| 1992 | Egyenes beszéd                     | Straight Talk                        | Alan Riegert                |                        |
| 1993 | Csupaszon New Yorkban              | Naked in New York                    | meghallgató                 |                        |
| 1993 | Galaktikus uborka                  | The Pickle                           | Planet Cleveland férfi      |                        |
| 1994 | Úgy szeretem így                   | I Like It Like That                  | Stephen Price               | Viczián Ottó           |
| 1994 | Kvíz Show                          | Quiz Show                            | vezetőségi tag              |                        |
| 1995 | Kutass és rombolj!                 | Search and Destroy                   | Martin Mirkheim             | Végh Péter             |
| 2000 |                                    | Lisa Picard Is Famous                | Andrew                      |                        |
| 2001 |                                    | Piñero                               | ügynök                      |                        |
| 2001 |                                    | Sam the Man                          | férfi a fürdőszobában       |                        |
| 2002 | 40 nap és 40 éjszaka               | 40 Days and 40 Nights                | Jerry Anderson              | Sinkovits-Vitay András |
| 2002 | Mesterlövészek                     | Cheats                               | Mr. Davis                   |                        |
| 2003 | Túl közeli rokon                   | Stuck on You                         | önmaga                      | Sebestyén András       |
| 2005 | 6-os játszma                       | Game 6                               | Elliott Litvak              |                        |
| 2006 |                                    | Bondage                              | Dr. Simon                   |                        |
| 2007 | Angyal a hóban                     | Snow Angels                          | Don Parkinson               | Fazekas István         |
| 2008 | A tökéletlen trükk                 | The Great Buck Howard                | Jonathan Finerman           | Megyeri János          |
| 2010 | Tegnap éjjel                       | Last Night                           | Truman                      | Fazekas István         |
| 2012 |                                    | The Discoverers                      | Lewis Birch                 |                        |
| 2013 | Megtört város                      | Broken City                          | Sam Lancaster               | Sinkovits-Vitay András |
| 2013 | Vérkötelék                         | Blood Ties                           | McNally                     |                        |
| 2013 | Mielőtt meghaltam                  | Dallas Buyers Club                   | Dr. Vass                    | Bolla Róbert           |
| 2014 | Foszd ki a maffiát!                | Rob the Mob                          | Dave Lovell                 |                        |
| 2014 |                                    | Fugly!                               | Jefferey                    |                        |
| 2015 |                                    | Touched with Fire                    | George                      |                        |
| 2015 |                                    | Tumbledown                           | Upton                       |                        |
| 2015 | Ételre-halálra                     | Consumed                             | Peter                       | Csankó Zoltán          |
| 2016 |                                    | My Dead Boyfriend                    | Joey Lucas / Nick McCrawley |                        |
| 2017 |                                    | War Machine                          | Ray Canucci                 |                        |
| 2018 | Ocean’s 8 – Az évszázad átverése   | Ocean's 8                            | pártfogó tiszt              |                        |
| 2018 |                                    | Songbird                             | Joanne apja                 |                        |
| 2019 |                                    | Bittersweet Symphony                 | Griffin                     |                        |
| 2021 | Együtt bezárva (2. rész)           | With/In: Volume 2                    | ismeretlen szerep           |                        |
| 2021 | A Francia Kiadás                   | The French Dispatch                  | jogi tanácsadó              |                        |
| 2023 | Exférjek                           | Ex-Husbands                          | Peter Pearce                | Kőszegi Ákos           |
| 2024 |                                    | Junction                             | Lawrence                    |                        |
| 2025 | Rajtakapva                         | Caught Stealing                      | Paul                        |                        |

### Televízió
| Év        | Magyar cím                               | Eredeti cím                       | Szerep                          | Megjegyzések                                            |
| --------- | ---------------------------------------- | --------------------------------- | ------------------------------- | ------------------------------------------------------- |
| 1986      |                                          | Amazing Stories                   | Dick                            | 1 epizód                                                |
| 1986      | Alfred Hitchcock bemutatja               | Alfred Hitchcock Presents         | Knoll                           | 1 epizód                                                |
| 1986      | Saturday Night Live                      | Saturday Night Live               | Frankie Toussaint               | 1 epizód                                                |
| 1989      |                                          | Trying Times                      | David                           | 1 epizód                                                |
| 1990      | A titkos fegyver                         | Secret Weapon                     | Mordechai Vanunu                | tévéfilm                                                |
| 1992      |                                          | Screenplay                        | Michael Tyne                    | 1 epizód                                                |
| 1993      |                                          | Hotel Room                        | Robert                          | 1 epizód                                                |
| 1993      |                                          | L.A. Law                          | Gerard Samuels                  | 1 epizód                                                |
| 1993–1996 | Frasier – A dumagép                      | Frasier                           | Russell (hangja) / Bob Reynolds | 2 epizód                                                |
| 1995      | Szerelmes gépember                       | The Android Affair                | Teach / William                 | - tévéfilm - magyar hangja: - Varga Gábor               |
| 2001      | A szexbomba                              | Blonde                            | A dramaturg                     | - minisorozat (2 epizód) - magyar hangja: - Jakab Csaba |
| 2001–2007 | Esküdt ellenségek: Bűnös szándék         | Law & Order: Criminal Intent      | Henry Talbott / Seamus Flaherty | 3 epizód                                                |
| 2002      | Vigyázat: Csak szülői felügyelettel!     | Warning: Parental Advisory        | Frank Zappa                     | tévéfilm                                                |
| 2002      |                                          | A Nero Wolfe Mystery              | Nicolas Losseff                 | 2 epizód                                                |
| 2002      |                                          | What Leonard Comes Home To        | Leonard                         | tévéfilm                                                |
| 2004      | Alias                                    | Alias                             | Leonid Lisenker                 | 2 epizód                                                |
| 2006      | Agykontroll                              | 3 lbs                             | Dr. Jerry Cole                  | 2 epizód                                                |
| 2009      | Reklám-barátok                           | Trust Me                          | Tony Mink                       | 13 epizód                                               |
| 2009      | Lépéselőnyben                            | Leverage                          | Marcus Starke                   | 1 epizód                                                |
| 2010      | Kergetjük az amerikai álmot              | How to Make It in America         | Fresconi                        | 1 epizód                                                |
| 2010      | A nagy svindli                           | White Collar                      | Wesley Kent                     | 1 epizód                                                |
| 2010–2014 | A férjem védelmében                      | The Good Wife                     | Jared Quinn bíró                | - 1 epizód (2010) - rendező (3 epizód)                  |
| 2011      | A hatalom hálójában                      | Damages                           | Dean Gullickson                 | 3 epizód                                                |
| 2012–2014 | Gátlástalanok                            | House of Lies                     | Marco Pelios                    | 8 epizód                                                |
| 2013      | Csajok                                   | Girls                             | Thomas                          | 1 epizód                                                |
| 2013      | A Liga                                   | The League                        | Burt                            | 1 epizód                                                |
| 2014      |                                          | Red Band Society                  | Ruben Garcia                    | - 3 epizód - rendező (1 epizód)                         |
| 2015      | Manhattan                                | Manhattan                         | Woodrow Lorentzen               | 4 epizód                                                |
| 2015–2016 |                                          | Sex & Drugs & Rock & Roll         | zeneterapeuta                   | 2 epizód                                                |
| 2016      | Esküdt ellenségek: Különleges ügyosztály | Law & Order: Special Victims Unit | Benno Gilbert                   | 1 epizód                                                |
| 2016–2017 |                                          | I Love Dick                       | Sylvère                         | 8 epizód                                                |
| 2018      |                                          | Imposters                         | Herman                          | 2 epizód                                                |
| 2018      | Utódlás                                  | Succession                        | Dr. Alon Parfit                 | 1 epizód                                                |
| 2018      | A Romanov-dinasztia                      | The Romanoffs                     | Frank Shefflied                 | 1 epizód                                                |
| 2018–2022 | Rólunk szól                              | This Is Us                        | Nicky Pearson                   | 20 epizód                                               |
| 2019      | Jobb idők                                | Better Things                     | Durham                          | 1 epizód                                                |
| 2019–2021 | Góliát                                   | Goliath                           | Gene Bennett                    | 7 epizód                                                |
| 2021      |                                          | Search Party                      | Richard Wreck                   | 2 epizód                                                |
| 2021      | L: A Q generáció                         | The L Word: Generation Q          | Isaac Zakarian                  | 2 epizód                                                |
| 2023      | Milliárdok nyomában                      | Billions                          | George Pike IV a.k.a. Fourth    | 1 epizód                                                |
| 2024      | Lányok a buszon                          | The Girls on the Bus              | Bruce Turner                    | 9 epizód                                                |
| 2024      | Gyilkos a házban                         | Only Murders in the Building      | Dudenoff professzor             | 2 epizód                                                |
| 2024      | A Simpson család                         | The Simpsons                      | csótány színész (hangja)        | 1 epizód                                                |

## Fordítás
- Ez a szócikk részben vagy egészben  a   Griffin Dunne című angol Wikipédia-szócikk fordításán alapul.  Az eredeti cikk szerkesztőit annak laptörténete sorolja fel. Ez a jelzés csupán a megfogalmazás eredetét és a szerzői jogokat jelzi, nem szolgál a cikkben szereplő információk forrásmegjelöléseként.